# Callopistes maculatus
Callopistes maculatus (плямистий несправжній варан або чилійська ігуана) — вид ящірок родини теїдових (Teiidae). Ендемік Чилі.

## Опис
Плямистий несправжній варан — це найбільша ящірка Чилі, довжина якої (враховуючи хвіст) може досягати 50 см. Голова має пірамідальну форму, щелепи міцні, хвіст товстий, конічної форми. Верхня частина тіла оливково-коричнева, на спині чотири поздовжні ряди чорних плям з білими краями. Горло і живіт у самців лососево-рожеві.

## Підвиди
Виділяють три підвиди:
- Callopistes maculatus maculatus Gravenhorst, 1838 — від Антофагасти до Мауле;
- Callopistes maculatus atacamensis Donoso-Barros, 1960 — прибережні райони Копіао;
- Callopistes maculatus manni Donoso-Barros, 1960 — південна Антофагаста.

## Поширення і екологія
Плямисті несправжні варани мешкають в центральному Чилі, від Антофагасти до Мауле, за деякими свідченнями, також на півночі Біобіо. Вони живуть в пустелі Атакама і чагарникових заростях чилійського маторалю. Зустрічаються на висоті до 2200 м над рівнем моря. Живляться переважно комахами, а також дрібними ящірками і зміями, іноді птахами і ссавцями.